# Grand Prix Formule 1 van Zweden 1976
De Grand Prix Formule 1 van de Zweden 1976 werd gehouden op 13 juni 1976 op de Scandinavian Raceway.

## Uitslag
| Positie | Nr | Rijder             | Team               | Ronden | Tijd/Opgave | Startplaats | Punten |
| ------- | -- | ------------------ | ------------------ | ------ | ----------- | ----------- | ------ |
| 1       | 3  | Jody Scheckter     | Tyrrell-Ford       | 72     | 1:46:53.729 | 1           | 9      |
| 2       | 4  | Patrick Depailler  | Tyrrell-Ford       | 72     | + 19.766    | 4           | 6      |
| 3       | 1  | Niki Lauda         | Ferrari            | 72     | + 33.866    | 5           | 4      |
| 4       | 26 | Jacques Laffite    | Ligier-Matra       | 72     | + 55.819    | 7           | 3      |
| 5       | 11 | James Hunt         | McLaren-Ford       | 72     | + 59.483    | 8           | 2      |
| 6       | 2  | Clay Regazzoni     | Ferrari            | 72     | + 1:00.366  | 11          | 1      |
| 7       | 10 | Ronnie Peterson    | March-Ford         | 72     | + 1:03.493  | 9           |        |
| 8       | 8  | Carlos Pace        | Brabham-Alfa Romeo | 72     | + 1:11.613  | 10          |        |
| 9       | 16 | Tom Pryce          | Shadow-Ford        | 71     | + 1 Ronde   | 12          |        |
| 10      | 9  | Vittorio Brambilla | March-Ford         | 71     | + 1 Ronde   | 15          |        |
| 11      | 12 | Jochen Mass        | McLaren-Ford       | 71     | + 1 Ronde   | 13          |        |
| 12      | 17 | Jean-Pierre Jarier | Shadow-Ford        | 71     | + 1 Ronde   | 14          |        |
| 13      | 19 | Alan Jones         | Surtees-Ford       | 71     | + 1 Ronde   | 18          |        |
| 14      | 35 | Arturo Merzario    | March-Ford         | 70     | Motor       | 19          |        |
| 15      | 18 | Brett Lunger       | Surtees-Ford       | 70     | + 2 Ronden  | 24          |        |
| NF      | 24 | Harald Ertl        | Hesketh-Ford       | 54     | Spin        | 23          |        |
| NF      | 34 | Hans Joachim Stuck | March-Ford         | 52     | Motor       | 20          |        |
| NF      | 5  | Mario Andretti     | Lotus-Ford         | 45     | Motor       | 2           |        |
| NF      | 22 | Chris Amon         | Ensign-Ford        | 38     | Ongeluk     | 3           |        |
| NF      | 21 | Michel Leclere     | Wolf-Ford          | 20     | Motor       | 25          |        |
| NF      | 37 | Larry Perkins      | Boro-Ford          | 18     | Motor       | 22          |        |
| NF      | 30 | Emerson Fittipaldi | Fittipaldi-Ford    | 10     | Handling    | 21          |        |
| NF      | 32 | Loris Kessel       | Brabham-Ford       | 5      | Ongeluk     | 26          |        |
| NF      | 6  | Gunnar Nilsson     | Lotus-Ford         | 2      | Ongeluk     | 6           |        |
| NF      | 7  | Carlos Reutemann   | Brabham-Alfa Romeo | 2      | Motor       | 16          |        |
| NF      | 28 | John Watson        | Penske-Ford        | 0      | Ongeluk     | 17          |        |

## Wetenswaardigheden
- Het was de enige overwinning voor de zeswielige Tyrrell P34.

## Statistieken
| Pole-position | Jody Scheckter | Tyrrell-Ford | 1:25.659 |
| Snelste ronde | Mario Andretti | Lotus-Ford   | 1:28.002 |

## Noot
- Dit was het debuut van de Deense coureur Jac Nelleman.
- Eerste pole position voor Jody Scheckter en voor een Zuid-Afrikaanse coureur.
- Dit was de tweede overwinning van de Grote Prijs van Zweden voor Jody Scheckter en daarmee was hij de eerste meervoudige winnaar van de Zweedse Grand Prix; een nieuw record.
- Dit was de negende opeenvolgende podiumplaats voor Niki Lauda en het zestiende opeenvolgende Grand Prix-weekend dat Lauda de leider van het wereldkampioenschap was. Hiermee evenaarde hij twee records: het record van negen opeenvolgende podiumplaatsen van Jim Clark - tussen de Grote Prijs van België van 1963 en de Grote Prijs van Zuid-Afrika van 1963 - en het record van zestien opeenvolgende Grand Prix-weekenden van Emerson Fittipaldi - tussen de Grote Prijs van Monaco van 1972 en de Grote Prijs van Zweden van 1973.

1933 · 1973 · 1974 · 1975 · 1976 · 1977 · 1978